# Satyrus nigrocellata
Satyrus nigrocellata är en fjärilsart som beskrevs av Andrej Nikolajewitsch Avinoff och Sweadner 1951. Satyrus nigrocellata ingår i släktet Satyrus och familjen praktfjärilar. Inga underarter finns listade.